# اسکناس پوند استرلینگ
اسکناس پوند استرلینگ (به انگلیسی: Banknotes of the pound sterling) با کد ایزوی GBP، یکای پول رایج در کشور انگلستان است. مسئولیت کنترل این یکای پول برعهدهٔ بانک انگلستان قرار دارد.